# مطار يبين واليانجي
مطار يبين واليانجي (بالإنجليزية: Yibin Wuliangye Airport)‏ و(بالصينية: 宜宾五粮液机场) () مطار عام يقع بمدينة Zongchang Township في منطقة كويبينج [الإنجليزية] في الصين. يبلغ طول المدرج 2600 م .

## شركات الطيران والوجهات
| شركـات طيـران             | الوجهات |
| ------------------------- | --- |
| طيران الصين               | مطار بكين العاصمة الدولي، مطار بكين داشينغ الدولي |
| Air Guilin                | مطار تشنغتشو الدولي |
| Air Travel ‏               | مطار تينغشونغ توفينغ، مطار سنن شوفانغ الدولي |
| خطوط شرق الصين الجوية     | مطار كونمينغ جانغشوي الدولي، مطار شانغهاي بودنغ الدولي، مطار شيامن قاوتشي الدولي                                                                                                |
| خطوط جنوب الصين الجوية    | مطار تشانغشا هوانغوا الدولي، مطار قوانغتشو باييون الدولي، مطار تشوهاى سانزو (تبدأ في 16 يوليو 2023)                                                                             |
| Colorful Guizhou Airlines | مطار تشانغشا هوانغوا الدولي، مطار هايكو ميلان الدولي، مطار جينان الدولي، مطار نينغبو ليش الدولي، مطار شيجياتشوانغ تشنغدينغ الدولي، مطار تاييوان وسو الدولي، مطار تيانجين الدولي |
| Fuzhou Airlines           | مطار فوتشو تشانغله الدولي |
| خطوط جونياو الجوية        | مطار نانجينغ الدولي |
| LJ Air                    | مطار هاربين الدولي، مطار يانغزهو تايزهو |
| خطوط طيران أوكاي          | مطار نانينغ الدولي، مطار تيانجين الدولي، مطار ووهان الدولي، مطار تشوهاى سانزو                                                                                                   |
| خطوط شينزين الجوية        | مطار قوانغتشو باييون الدولي، مطار حيفي شينكياو الدولي، مطار نانتشانغ تشانغبى الدولي، مطار شينزين باوان الدولي، مطار ونزهو يونجقيانج الدولي                                      |
| خطوط سيتشوان الجوية       | مطار قوانغتشو باييون الدولي، مطار هانغتشو شياوشان الدولي، مطار جييانغ شاوشان، مطار ساني ليجيانغ، مطار سانيا فينيكس الدولي، مطار أورومتشي الدولي، مطار شيان شيانيانغ الدولي      |
| سبرينغ (شركة طيران)       | مطار شانغهاي بودنغ الدولي |
| طيران التبت               | مطار هانغتشو شياوشان الدولي، مطار لاسا الدولي، مطار شانغهاي بودنغ الدولي |
| خطوط زيامن الجوية         | مطار فوتشو تشانغله الدولي |

## وصلات خارجية
- http://www.flightstats.com/go/Airport/airportDetails.do?airportCode=